# ジャージー・レッズ
ジャージー・レッズ（英: Jersey Reds）は、チャンネル諸島ジャージーのセント・ピーター (ジャージー)に本拠地を置いたラグビーユニオンクラブである。スタジアムはスタッド・サンタンデール・インターナショナル。2022-23シーズンまでRFUチャンピオンシップに所属していた。

## 歴史
1879年、ジャージーラグビーフットボールクラブ（Jersey Rugby Football Club）として創設。
2012年、RFUチャンピオンシップに初昇格。
2016年、ジャージー・レッズに改称。
2022-23シーズンは、RFUチャンピオンシップで初優勝を果たすも、ホームスタジアム収容人数の関係でプレミアシップ昇格はならなかった。
2023年9月28日、財政難のため活動休止を発表。

## タイトル
- RFUチャンピオンシップ
  - 優勝: 2022-23

## 歴代所属選手
- エルビス・タイオネ(トンガ代表)
- ウィリ・ローファイ(トンガ代表)
- リー＝ロイ・アタリフォ(フィジー代表)
- ジャンコ・フェンター(ナミビア代表)
- レスリー・クリム(ナミビア代表)
- ハリー・ウィリアムズ(イングランド代表)
- ウィル・ローランド(ウェールズ代表)
- サミソニ・フィナウ(トンガ代表)
- マイケル・ドーセット
- ブレンダン・オーウェン